# 法益
法益（德語：Rechtsgut）是欧陆法系刑法的基本概念，簡而言之是指法律所保護的利益。侵害法益是構成犯罪的基礎，目前刑法学的主流理論認為，每個犯罪必定有其保護的法益；若無保護法益存在，即不能構成犯罪行為。

## 沿革
「法益」 一詞的原文是，在德语中是「法律」（Recht）和「財」的組合，由德国刑法學者卡爾·賓登於1872年提出，他主張权利與法益是不同的概念，權利無法被侵害，法益才是違法行為侵害的對象。不過，賓登並未能夠清楚解釋法益的內涵，封·李斯特則進一步提解釋法益乃「法律所保護的人類生活利益」，此後學說逐漸發展出「國家法益」與「個人法益」的概念，並延伸出保護客體一詞。
法益的概念原先是在結果不法的基礎上，承襲先前權利侵害說的內容稍作修正。然而20世紀初期，受到纳粹主义與新黑格爾主義的影響，此一時期的法益解釋開始變質，並且由於先前形式自由主義導致的內容空洞，部分納粹刑法學者試圖將納粹精神融入法益概念，認為法益並非發動刑法的唯一基礎，而開始強調單純違反義務應構成不法，甚至不乏主張廢除法益概念者。
戰後，刑法學界意識到法益詮釋的內涵空泛問題，開始在防衛性民主的概念下充實法益的概念，並逐漸推演出「法益保護是刑法的唯一任務」，以限縮國家刑罰權的行使，避免重蹈納粹時期政府濫權的覆轍。

## 分類
國家在何種情況下可以對人民發動刑罰，以及決定刑罰的程度，端賴行為人侵害社會認可利益的大小而定，一般區分為「個人法益」、「社會法益」和「國家法益」三大類，稱為法益三分說；另外也有以個體為出發點，分為「個人法益」與超「超個人法益」的法益二分說。
一般認為，由於刑法必須具有謙抑性，因此對於連其他法律（民法、行政法等）都不予保護的法益，刑法不得保護。
以中华人民共和国為例，《中华人民共和国刑法》規定：
《中华人民共和国刑法》
第十三条 一切危害国家主权、领土完整和安全，分裂国家、颠覆人民民主专政的政权和推翻社会主义制度，破坏社会秩序和经济秩序，侵犯国有财产或者劳动群众集体所有的财产，侵犯公民私人所有的财产，侵犯公民的人身权利、民主权利和其他权利，以及其他危害社会的行为，依照法律应当受刑罚处罚的，都是犯罪，但是情节显著轻微危害不大的，不认为是犯罪。
《中华人民共和国刑法》所規定的罪名之所侵害的法益以分則各章名稱給出，分別是：危害国家安全；危害公共安全；破坏社会主义市场经济秩序；侵犯公民人身权利、民主权利；侵犯财产；妨害社会管理秩序；危害国防利益罪；贪污贿赂罪；渎职；军人违反职责。
而現今個人法益的分類主要可分為以下幾種：
- 生命法益
- 身體法益
- 財產法益
- 名譽法益
- 隱私法益